# Pseudoperipteros
Pseudoperipteros (pseudoperypteros, pseudoperypter) – świątynia (czasami inny budynek) w starożytnym Rzymie.
Pseudoperipteros posiadał układ, gdzie kolumnadę dookoła naosu zastąpiono półkolumnami wtopionymi w ścianę izby (celli).

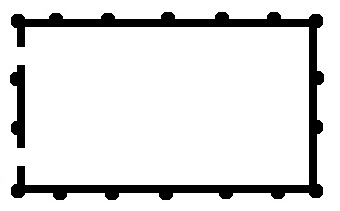
Pseudoperipteros